# Glaurocara ghilarovi
Glaurocara ghilarovi là một loài ruồi trong họ Tachinidae.